# Rivellia hendeli
Rivellia hendeli är en tvåvingeart som beskrevs av Meijere 1914. Rivellia hendeli ingår i släktet Rivellia och familjen bredmunsflugor. Inga underarter finns listade i Catalogue of Life.